# H.J. Bing & Søn
H.J. Bing & Søn var en dansk boghandel og et forlag i København.

## Historie
Forreningen blev oprettet 10. maj 1820 på hjørnet af Sværtegade og Pilestræde af H.J. Bing (1776-1844) og flyttede senere til Kronprinsensgade 36. I 1831 blev sønnen M.H. Bing (1807-1883) optaget i firmaet. Han havde arbejdet i forretningen siden grundlæggelsen. I 1838 fik M.H. Bing borgerskab som interessent i farens firma, som herefter fik navnet H.J. Bing & Søn. I 1844 overtog M.H. Bing firmaet sammen med sin yngre bror Jacob Herman Bing (1811-1896).
I 1846 blev lokalerne moderniseret og indrettet med en stor galanterivareafdeling og blev endda besigtiget af kong Christian VIII. På dette tidspunkt drev boghandelen også omfattende forlagsvirksomhed med udgivelse af bl.a. Bibelen (1844-47 ved Christian Kalkar) i pragtudgave, illustrerede værker og kunstblade. Bing-brødrene etablerede et litografisk institut sammen med kobberstikker W. Ferslew.
Den 19. oktober 1853 blev M.H. Bing hof-galanterivarehandler. I 1863 overtog M.H. Bings søn Jacob Martin Bing (1833-1903) sammen med svigersønnen Benny Henriques (1829-1912) virksomheden, men allerede samme år udtrådte Henriques af samarbejdet og etablerede egen galanterivareforretning sammen med August L. Buurskov. I 1885 ophørte firmaet H.J. Bing & Søn.